# Црква Светих апостола Петра и Павла у Козлуку
Црква Светих апостола Петра и Павла у Козлуку је храм који припада Епархији зворничко-тузланској. Градња храма почела је 1997. године према пројекту архитекте Стојка Грубача из Бањалуке. Храм је освештао 1. августа 2010. године епископ Василије.
Поред овог храма, у Козлуку постоји и стари храм посвећен апостолима Петру и Павлу из 1904.

### Матичне књиге
У парохијској канцеларији чувају се књиге рођених и крштених за периоде 1913-1928, 1928-1929, 1928-1935, 1935-1938, 1939-1941. године, књиге вјенчаних за период 1897-1913. година, као и књиге умрлих 1914-1941, уз неколико прекида.
Нове матичне књиге вјенчаних у континуитету воде се од 1955. године, а од 1946. године у континуитету се воде и књиге умрлих.
Парохијске матичне књиге биле су одузете од комунистичке државне власти након Другог свјетског рата. Неке су враћене, а неке нису.